# Zoccoli

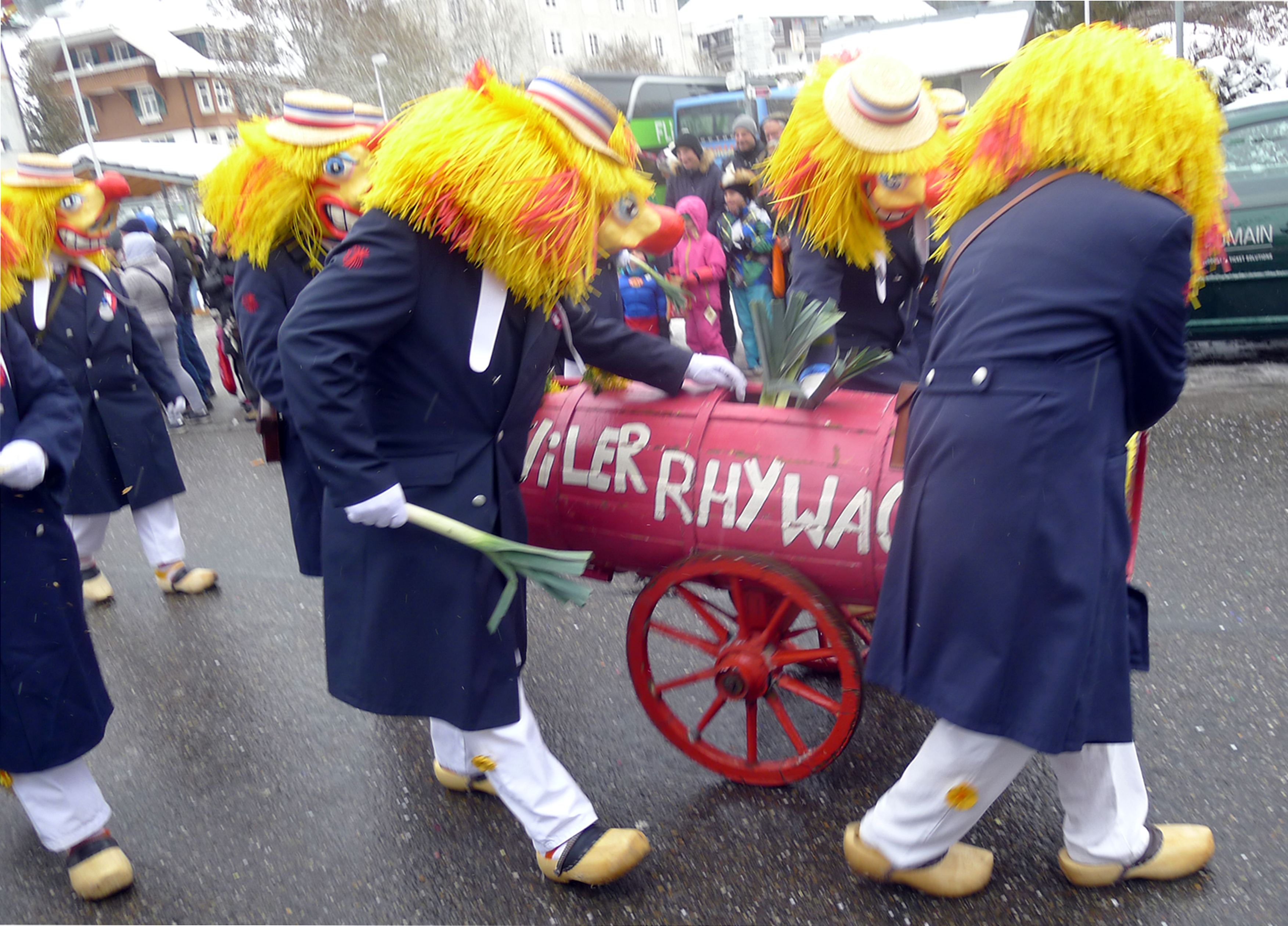
Waggis Clique in Zoggeli

Zoccoli (ital., Einzahl: Zoccolo „Holzschuh“, „Holzsandale“) werden in der Schweiz Holzschuhe, Holzsandalen oder Clogs genannt, deren dicke Sohle aus einem Stück Holz gefertigt ist. Zoccoli werden auf Mundart Zoggeli genannt (Zoggel sg. – Zoggle pl.).
Dabei kann es sich um Clogs handeln, die als Arbeitsschuhe dienen, oder um Sandaletten mit höheren Absätzen. 
Je nach Modell wird die Schuhsohle mit Band oder Riemen aus Leder oder sonstigem Material am Fuß befestigt.

## Wortherkunft

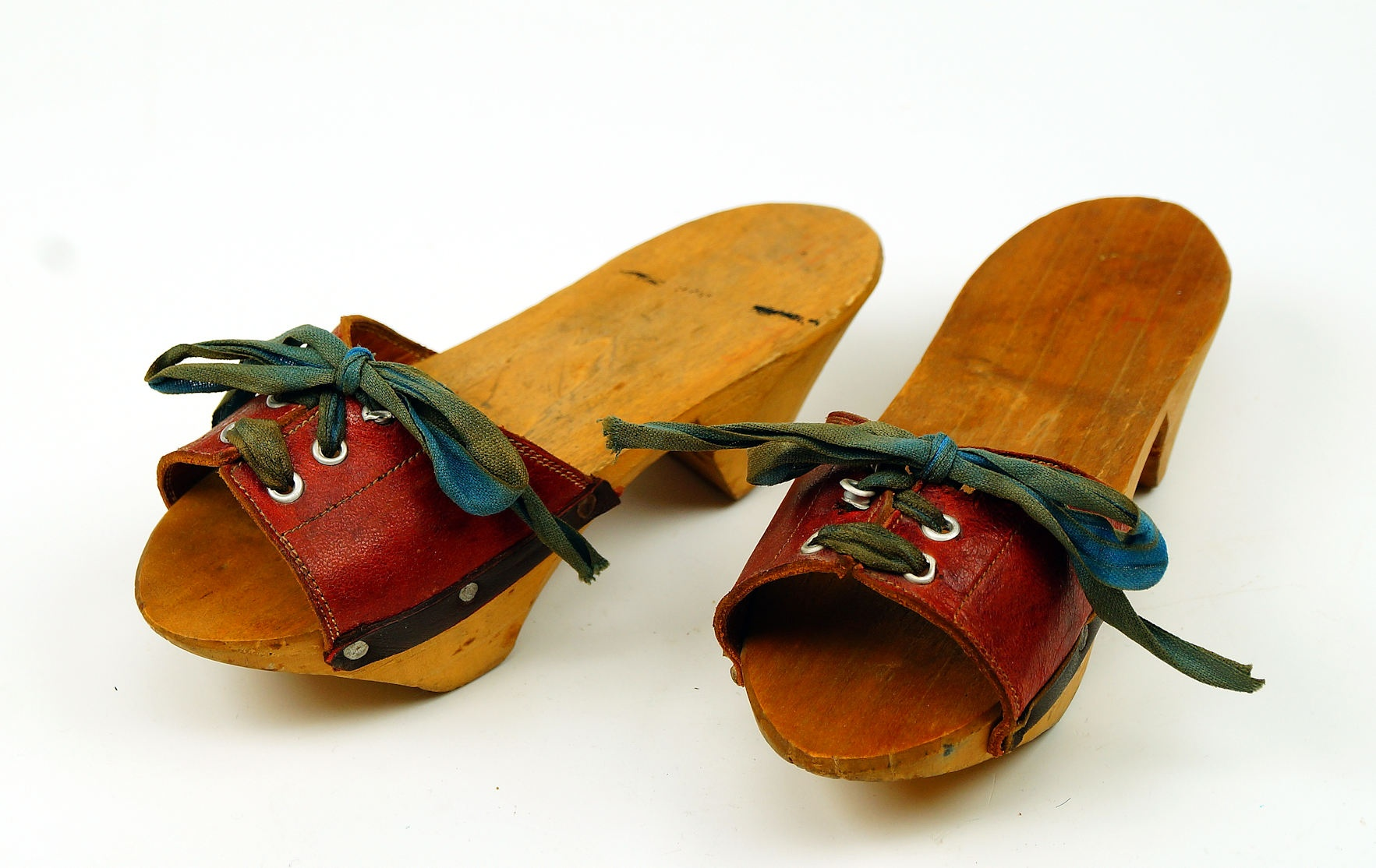
Zoccoli, Tessin, um 1880–1920

Der Ausdruck kommt aus Italien und dem Kanton Tessin, wo Holzsandalen traditionell die übliche Fussbekleidung waren und auch heute noch zur Tessiner Volkstracht gehören.

„Sonderbar klingt es, ist aber darum nicht minder wahr, daß alle diese Mädchen, wie übrigens auch die meisten Frauen und Mädchen in Lugano, auf einer Art Holzsandalen — Zoccoli — gehen und daß die Art dieses Gehens unbeschreiblich anmuthig zurückwirkt auf die ganze Haltung des Körpers. Es ist ein wunderbar schwebender Gang auf diesen mit hübschen bunten Bändern überm Rist festgehaltenen Fußhölzern, die nur an zwei Stellen, am Absatz und in der Mitte des Fußes, den Boden berühren mit kegelförmig gedrechselter Spitze.“

In Frankreich werden sie Sabots genannt, im Englischen Clogs, niederländisch Klompen und italienisch Zoccoli.
Zoccoli sind nicht zu verwechseln mit Chopine, Kothurn, Geta oder Trippen.

## Asteroid 18661 Zoccoli
Außerdem gibt es einen Asteroiden (Neptun-Trojaner) mit diesem Namen: 18661 Zoccoli (Liste der Asteroiden, Nummer 18501 bis 19000).